# Saint-Étienne-de-Lugdarès
Saint-Étienne-de-Lugdarès (in occitano Sant Estève de Ludarés) è un comune francese di 475 abitanti situato nel dipartimento dell'Ardèche della regione dell'Alvernia-Rodano-Alpi.
Il villaggio si trova a 1 033 metri sul livello del mare ed è situato nella valle del fiume di montagna Masméjean.

## Società

### Evoluzione demografica
Abitanti censiti